# سیارک ۸۹۶۸
سیارک ۸۹۶۸ (به انگلیسی: 8968 Europaeus، نامگذاری:1212T-2) هشت هزار و نهصد و شصت و هشتمین سیارک کشف شده‌است که در ۲۹ سپتامبر ۱۹۷۳ کشف شد.
قدر مطلق سیارک برابر ۱۲٫۸۰ است.